# Podiceps andinus
El zampullín colombiano (Podiceps andinus), también denominado zambullidor bogotano, somormujo colombiano o pato zambullidor andino, es una especie extinta de ave podicediforme de la familia Podicipedidae que habitó en las montañas andinas de Colombia hasta 1977.

## Descripción
Habitaba hasta 2600 metros de altura, en lagunas y pantanos con abundante vegetación. Se alimentaba de peces que capturaba en persecuciones bajo el agua. Era buen nadador y buceador.

## Extinción
La extinción de esta especie suele culparse a causa de la contaminación de las lagunas, la destrucción de su hábitat, la caza, la recolección de sus huevos y la introducción de la trucha arco iris que competían por su alimentación. Ningún ejemplar volvió a ser visto desde 1977. Hay pocas fotografías a color y poco conocimiento sobre su comportamiento.